# Томаш Росицки
Томаш Росицки (чеш. Tomáš Rosický; 4. октобар 1980) бивши је чешки фудбалер који је играо на позицији везног играча, највише као офанзивни везни и крилни играч. Добио је надимак Мали Моцарт јер је по многима сјајно „дириговао” везним редом.
Након што је провео 10 година у омладинској школи Спарте, одиграо је три сезоне у клубу из Прага на професионалном нивоу и за то време освојио два трофеја Чешке лиге. Године 2001. је потписао уговор са Борусијом из Дортмунда у вредности од 20 милиона немачких марака што је у том тренутку била рекордна свота новца у Бундеслиги. Прве сезоне је освојио Бундеслигу и стигао до финала Купа УЕФА. У периоду од 2006. до 2016. играо је за Арсенал где је одиграо укупно 247 утакмица у свим такмичењима упркос бројним повредама. Са Арсеналом је освојио два ФА купа и један ФА Комјунити шилд. На крају каријере одлучио је да се врати у Спарту где је провео једну и по сезону након чега је званично објавио крај играчке каријере.
Након што је играо у бројним омладинским тимовима Чешке, Росицки је за сениорску репрезентацију Чешке дебитовао 2000. године, а капитен постао 2006. Учествовао је на четири Европска првенства и Светском првенству 2006. Са постигнута 23 гола на 105 утакмица Росицки је четврти најбољи стрелац репрезентације Чешке.

## Успеси

### Клупски
Спарта Праг
- Прва лига Чешке: 1998/99, 1999/2000.

Борусија Дортмунд
- Бундеслига: 2001/02.
- Куп УЕФА: финалиста 2001/02.
- Лига куп: финалиста 2003.

Арсенал
- ФА куп: 2013/14, 2014/15.
- ФА Комјунити шилд: 2014.

### Индивидуални
- Чешки играч године: 2001, 2002, 2006.
- Златна лопта (Чешка): 2002.
- Чешки таленат године: 1999.
- Тим сезоне Бундеслиге: 2001/02.